# Music Player Daemon
Music Player Daemon (MPD), är en databas-användande musikspelarserver för Unixliknande operativsystem.
Som standard så streamar inte MPD musik, utan spelar musiken lokalt på servern där musiken lagras. Man använder sig av en extern klient för att kontrollera servern och spela musiken. Det är fullt möjligt att musikservern finns på samma dator där klienten är.

## Design
MPD körs som en daemon på serverdatorn, och spelar musik i sin spellista. En klient används för att kontrollera spelandet, manipulering av spellistan och databasen. MPD i sig är inget som en musikspelare som Amarok, detta uppfyller klienterna.

## Klienter
Det finns en rad olika klienter, med CLI-gränssnitt och grafiska gränssnitt. Exempel är MPC (CLI) och GMPC (grafiskt). De grafiska klienterna kan potentiellt ha funktioner såsom album art, medan de CLI-baserade oftast är enklare.

## Funktioner
- Kan spela Ogg Vorbis, FLAC, MP2, MP3, MP4/AAC, MOD och wave-filer
- Kontrollera MPD över nätverk (IPv4 och IPv6)